# Habermannsee
Der Habermannsee gehört neben dem Elsensee und dem Butzer See zum Verbund der Berliner Kaulsdorfer Seen. Das Gewässer liegt in dem 95 Hektar großen Landschaftsschutzgebiet „Kaulsdorfer Seen“ zwischen den Ortsteilen Kaulsdorf und Mahlsdorf. Er ist nach der Firma Habermann benannt, die einst Betreiber des ansässigen Kieswerks war.

## Landschaft
Das Gebiet rund um den Habermannsee ist wertvoll für den Schutz von Natur und Landschaft, da es eine sehr vielfältige Vegetation aufweist, die einen naturnahen Waldbestand, Weidengebüsche und Wiesen sowie mit Schilfröhricht bewachsene Ufer und einige mächtige Weiden beinhaltet. Die in den Seen häufig vorkommenden Fischarten sind Aal, Hecht und Plötze.

## Entstehung und Veränderung
Der Habermannsee entstand Ende der 1930er Jahre als Kiesgrube. Nachdem der Abbau eingestellt wurde und alle Maschinen abtransportiert waren, hat sich die Grube über einige Zeit mit Grund- und Regenwasser gefüllt. Heute ist der Habermannsee ein natürliches Biotop, in dem viele Tiere und Pflanzen leben.
Seit spätestens den 2010er-Jahren ist der Pegel des Sees stetig gefallen, sodass nunmehr zwei getrennte Seen entstanden sind, die frühere Insel in der Mitte zur Trennscheide wurde.

## Nutzung
Das Gebiet der Kaulsdorfer Seen wird vom 1916 errichteten Wasserwerk Kaulsdorf, das sich am westlichen Rand des Habermannsees befindet, zur Grundwasserförderung genutzt, was den Wasserpegel der Seen beeinflusst. Dadurch wird der östliche Teil des Habermannsees bei niedrigem Grundwasserstand durch eine schmale Halbinsel vom westlichen Teil getrennt; es entsteht der Kiessee, der teilweise als eigenständiger See angesehen wird. Außerdem wird das Waldgebiet des Kaulsdorfer Buschs, das mit Pappeln, Kiefern und Fichten bestanden ist, forstwirtschaftlich genutzt.
In den Sommermonaten wird der Habermannsee als Badesee genutzt, obwohl er als Trinkwasserschutzgebiet ausgewiesen ist.

## Sport
Zweimal im Jahr findet der Crosslauf „Rund um die Kaulsdorfer Seen“ statt. Die Strecke führt sowohl um den Butzer See als auch um den Habermannsee.